# Sadia Iqbal
Sadia Iqbal (Urdu سعدیہ اقبال; * 5. August 1995 in Faisalabad, Pakistan) ist eine pakistanische Cricketspielerin die seit 2019 für die pakistanische Nationalmannschaft spielt.

## Aktive Karriere
Iqbal gab ihr Debüt im Oktober 2019 bei der Tour gegen Bangladesch, wobei sie ihr erstes WTwenty20 und WODI absolvierte. In ihrem zweiten WTwenty20 erzielte sie dabei 3 Wickets für 19 Runs. Daraufhin erhielt sie einen Einsatz beim ICC Women’s T20 World Cup 2020 gegen England. Beim Women’s Cricket World Cup Qualifier 2021 konnte sie gegen Simbabwe 3 Wickets für 4 Runs erzielen. Beim Women’s Twenty20 Asia Cup 2022 erreichte sie unter anderem 2 Wickets für 24 Runs beim Sieg gegen Indien. Ihre beste Leistung beim ICC Women’s T20 World Cup 2023 waren 2 Wickets für 17 Runs gegen Irland.